# Onitis aerarius
Onitis aerarius là một loài bọ cánh cứng trong họ Bọ hung (Scarabaeidae).